# کلیسای سنت پیتر، تارتو
کلیسای سنت پیتر (به انگلیسی: St Peter's Church) یک کلیسای انجیلی لوتری در تارتو، استونی است.
این کلیسا که در سال ۱۸۶۹ با معماری نئوگوتیک تأسیس شده دارای ۵ مناره است که بلندترین آن ۵۶٫۶ متر ارتفاع دارد.

## نگارخانه

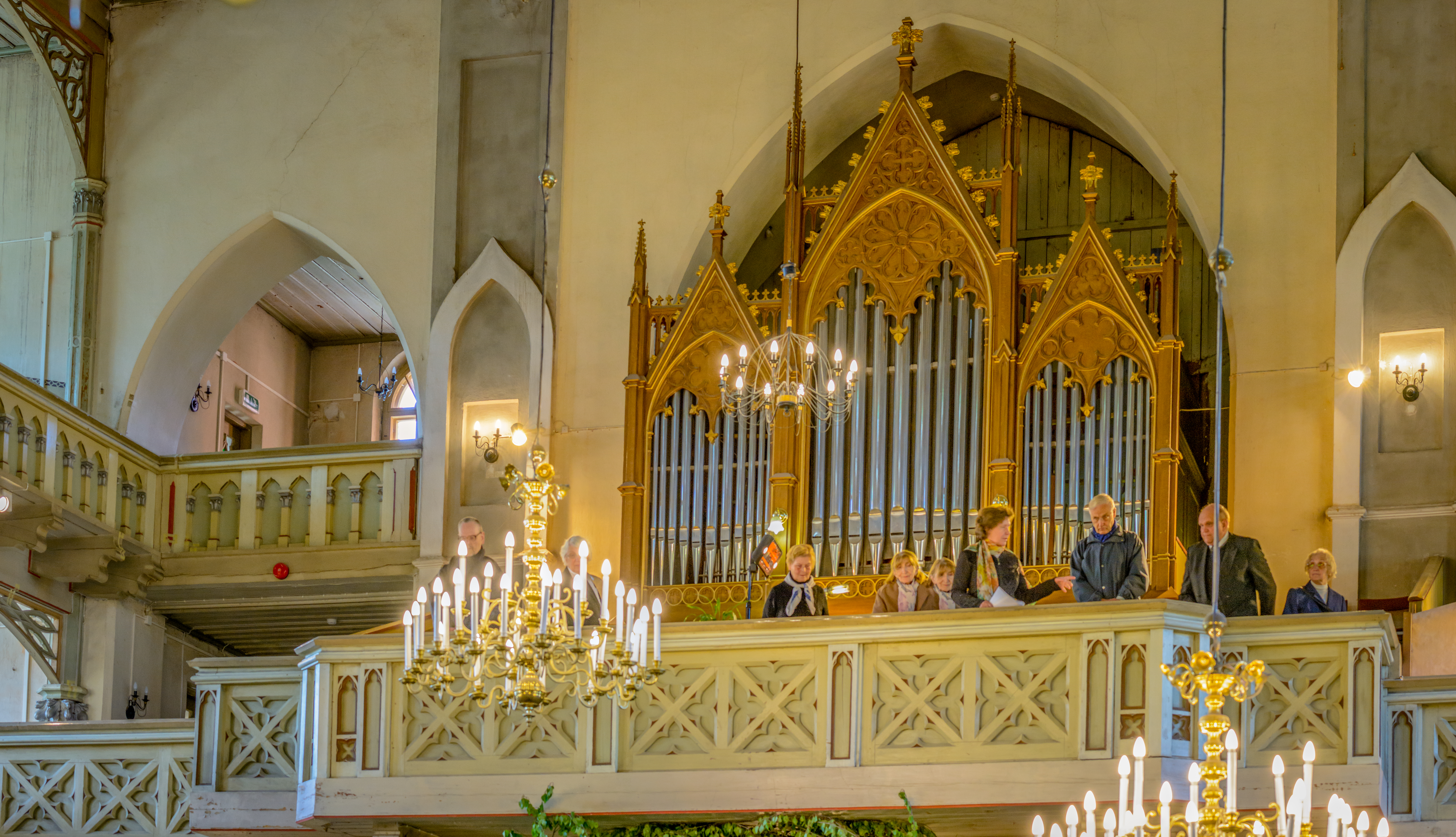
ارگ کلیسا
محراب کلیسا
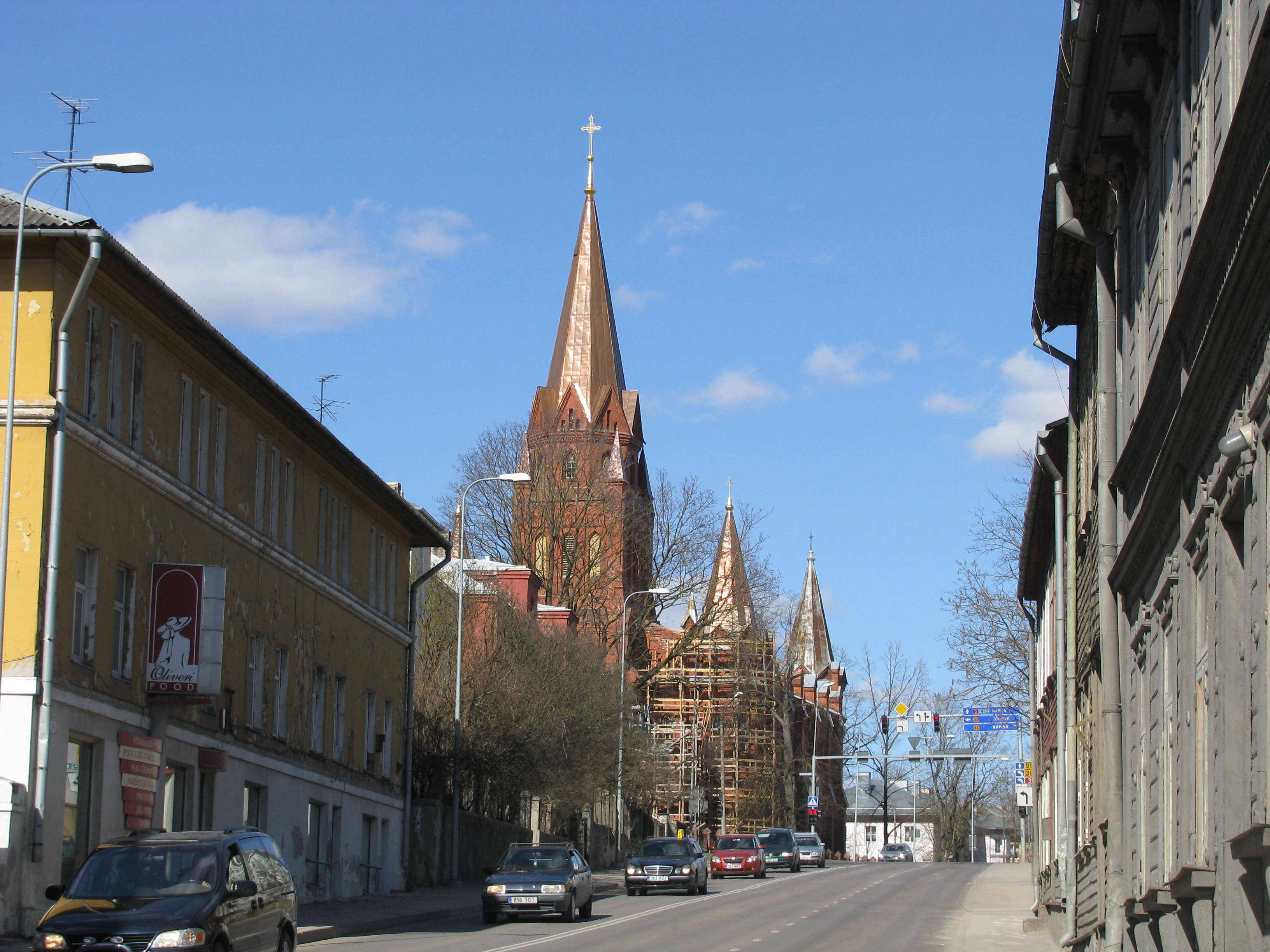
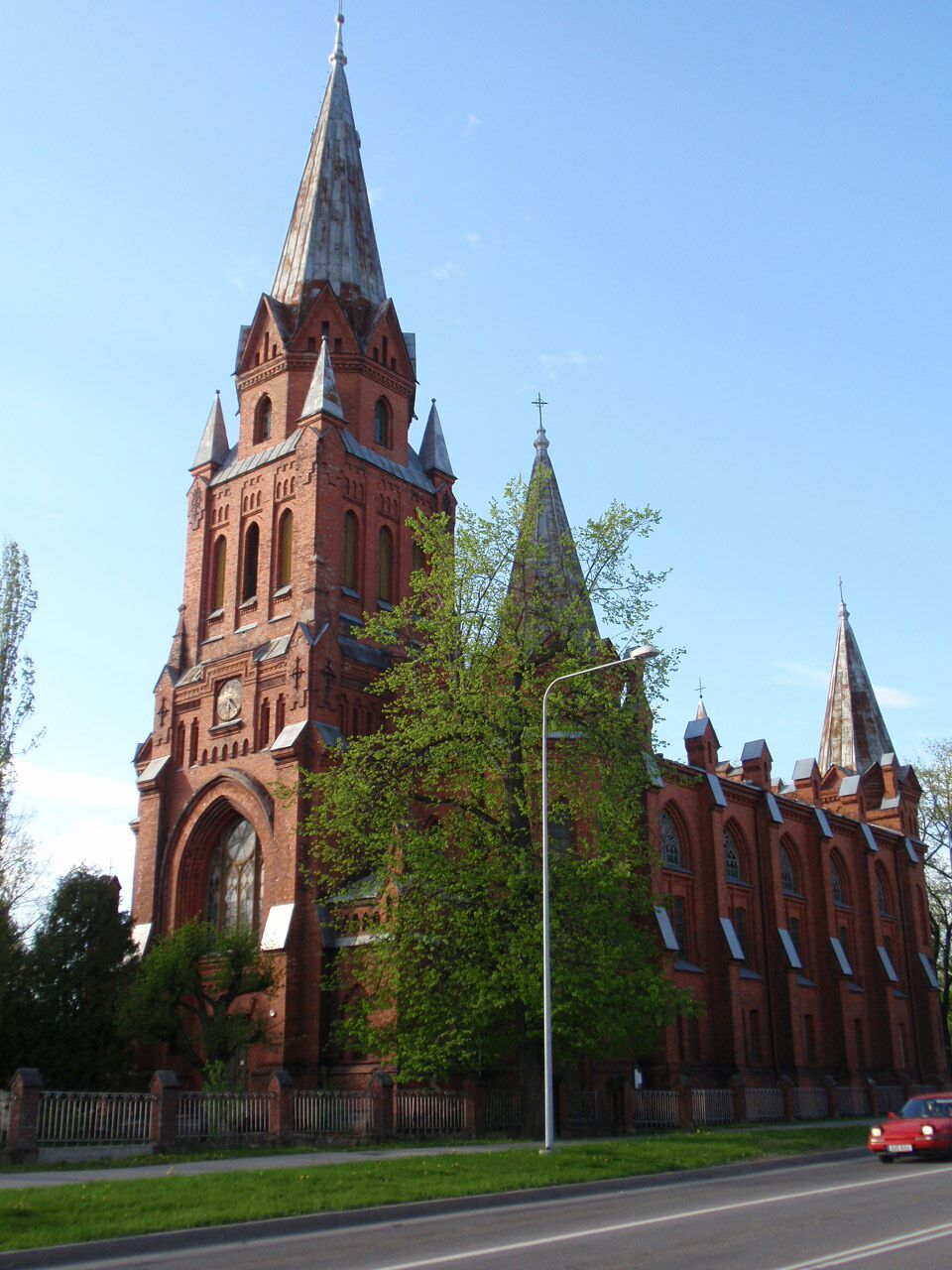
نگاره کلیسا در سال ۲۰۱۰